# 目木構
目木構（めきがまえ）は、岡山県真庭市目木に所在する江戸時代の大庄屋の屋敷であった。主屋は真庭市随一の規模を誇り、1963年（昭和38年）に真庭郡久世町（現真庭市）の重要文化財指定を受けていた。屋敷の入口には樹齢650年といわれるムクノキの巨樹（真庭市指定文化財）がある。

## 概要
土塀に囲まれる目木構は、江戸時代の大庄屋の屋敷で、真庭市内で随一ともいわれる大きな主屋がある。南面する長屋門を入ると、豪壮な主屋が目の前に迫り、主屋の西側に大きな池をもつ立派な庭園（逍遥園）、北側に土蔵がみられる。
主屋は間口24 m、奥行14 m、高さ9.45 mの規模をもつ立派な建物で、真庭市指定文化財であった。また、長屋門前には樹齢650年といわれるムクノキの巨樹（真庭市指定文化財）があり、市民に親しまれている。

## 交通アクセス
- 鉄道: JR姫新線 久世駅から徒歩
- 自家用車 : 米子自動車道 久世ICから約5分